# Karlshöhe Ludwigsburg

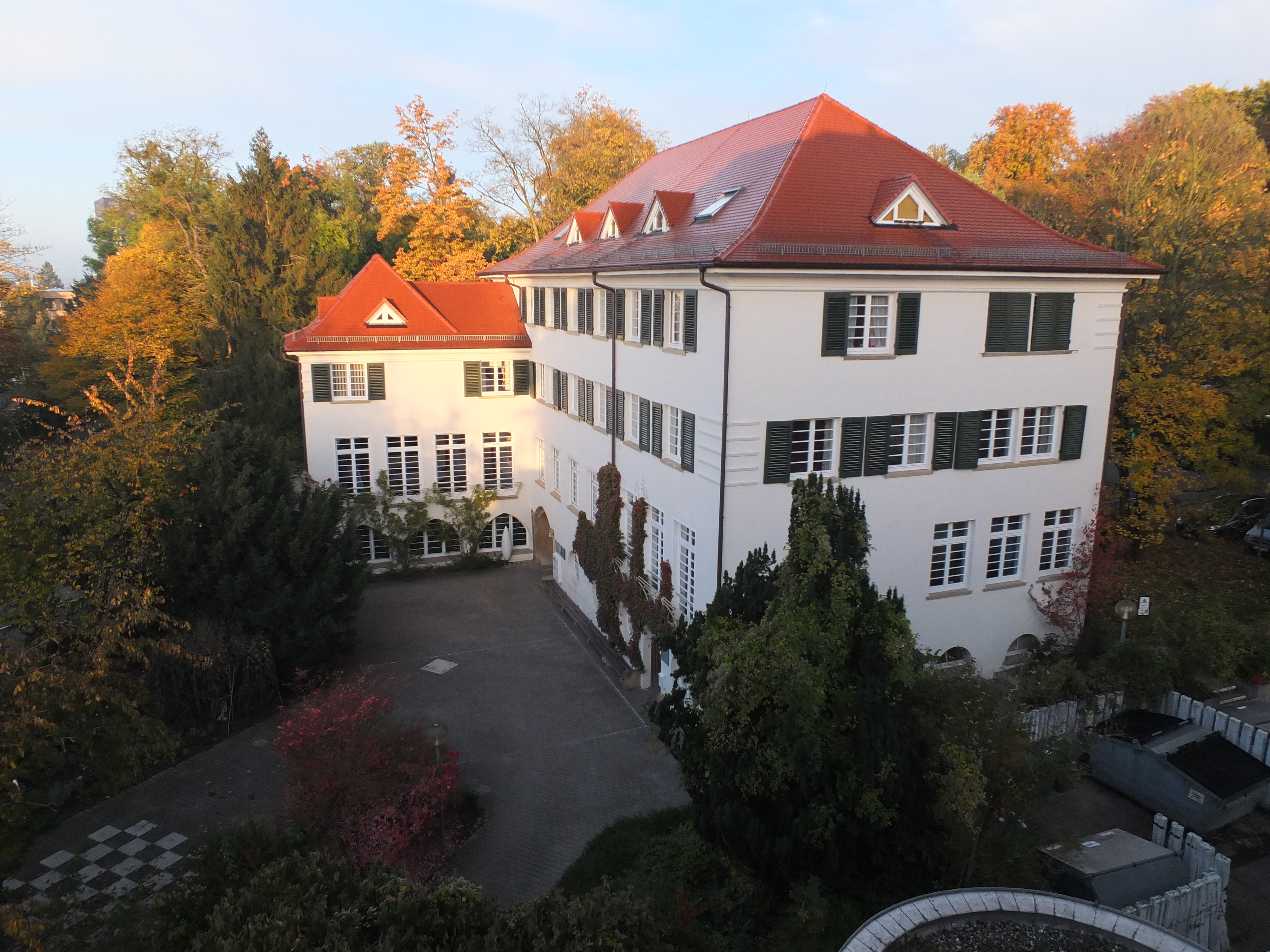
Brüderhaus der Stiftung Karlshöhe Ludwigsburg

Die Stiftung Karlshöhe Ludwigsburg ist als kirchliche Stiftung des bürgerlichen Rechts eine diakonische Einrichtung mit Sitz in Ludwigsburg. Sie gehört mit 750 Mitarbeitern und rund 1200 betreuten Menschen zu den größten Anbietern sozialer Arbeit in der Region Stuttgart mit einem so vielfältigen Angebot. Schirmherrin ist seit Januar 2005 Eva Luise Köhler, frühere Lehrerin und Gattin des verstorbenen Bundespräsidenten a. D. Prof. Dr. Horst Köhler.

## Aufgaben und Tätigkeiten
Als Mitglied im Diakonischen Werk Württemberg unterhält die Karlshöhe auf ihrem Stammgelände in Ludwigsburg und im Landkreis Einrichtungen mit unterschiedlichen sozialen Hilfeangeboten. Zu den diakonischen Kernaufgaben zählen Kinder- und Jugendhilfe, das Ausbildungszentrum (Reha-Ausbildung für junge Menschen mit körperlichen oder psychischen Beeinträchtigungen), die Altenhilfe („Karlinum“), Wohnformen für Menschen mit sozialen und psychischen Schwierigkeiten, Hilfen für Menschen mit geistiger Behinderung, sowie Programme für langzeitarbeitslose Frauen und Männer (Geschäftsbereich Arbeit). In einem großen Gebrauchtwarenladen helfen benachteiligte Menschen beim Sortieren der Sachspenden und beim Verkauf. Zur Karlshöhe gehört auch die diakonische Kirchengemeinde, die besondere Angebote für benachteiligte Menschen entwickelt.
Fachliche Grundlage im Bereich der Behindertenhilfe ist das Verfahren zur Gestaltung der Betreuung von Menschen mit Behinderung (GBM).
Die Karlshöher Kantorei ist ein wichtiger Teil des Ludwigsburger Kulturlebens. In der mittlerweile aufgelösten Brenz Band, einer Musikgruppe, die sich aus Menschen mit einer geistigen Behinderung zusammensetzte, spielten viele Karlshöher mit. Die Pferdekoppel ermöglicht den Bewohnern, die Angebote des Therapeutischen Reitens wahrzunehmen, das vom privaten Reitstall „Kassiopeia Reittherapie – Erlebnispädagogik und Therapie für Menschen mit Benachteiligungen gGmbH“ betrieben wird.
Der Freundeskreis der Karlshöhe Ludwigsburg e. V. unterstützt dabei zahlreiche Projekte. Das autofreie Gelände selbst mit seinen vielen Grünflächen am Stadtrand von Ludwigsburg ist ein beliebtes Naherholungsziel für Spaziergänger und Radfahrer. Viele öffentliche Veranstaltungen, insbesondere das große Jahresfest jährlich im Frühling, machen die Karlshöhe zu einer offenen Einrichtung und einem lebendigen Teil der Stadt.
Die Karlshöhe bietet zum anderen aber auch Raum für die Ausbildung und Organisation von Diakonen. So sind im Karlshöher Diakonieverband weit über 1000 Diakone aus den Bereichen der Gemeindediakonie, Jugendarbeit, Sozialen Arbeit, Religionspädagogik sowie Gesundheit, Alter und Pflege als Fach- und Führungskräfte miteinander verbunden. Zukünftige Diakone studieren heute an der Evangelischen Hochschule Ludwigsburg auf dem Campus der Karlshöhe. Die Stiftung Karlshöhe Ludwigsburg ist eine gemeinnützige Einrichtung. Die Stiftung ging aus einem in der Stadt Ludwigsburg aufgelöstem Kinderheim (Mathildenstift) hervor und wurde 1876 gegründet. Einem neuen Konzept folgend wurden zunächst rund 60 Kinder von sogenannten „Brüdern“ betreut, den späteren Diakonen und seit 1972 auch Diakoninnen. Als weiteres Arbeitsgebiet folgte drei Jahre später die Altenhilfe. Die weiteren diakonischen Arbeitsfelder kamen nach dem Zweiten Weltkrieg hinzu.

## Die Karlshöher Kirche

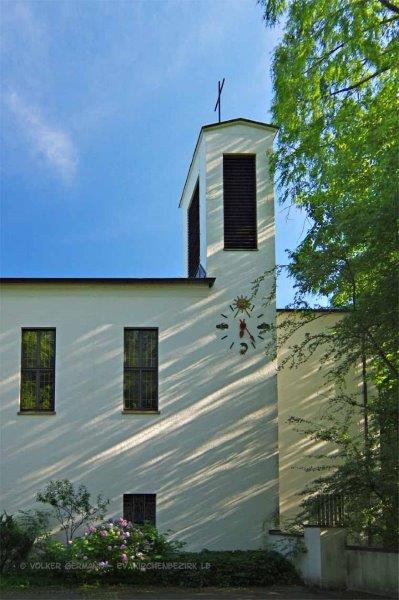
Die Karlshöher Kirche [Copyright: Volker Germann/meinekirche.de]

Die Kirche auf dem Gelände der Stiftung Karlshöhe Ludwigsburg in der Königinnenalle 48 wurde am 27. September 1931 als Betsaal der Brüder- und Diakonengemeinschaft eingeweiht. Es handelt sich also nicht um eine eigenständige Kirchengründung – bis heute ist die Karlshöher Kirche Teil der Ludwigsburger Friedenskirchengemeinde.
Der historische Hintergrund: Durch die zunehmende Zahl von Brüdern hatte sich der alte Betsaal der Karlshöhe als zu klein erwiesen. Die Einsegnungen und Gottesdienste konnten nicht mehr auf der Karlshöhe stattfinden, sondern mussten in den Speisesaal oder in die Stadtkirche nach Ludwigsburg verlegt werden. Aus diesem Grund beschloss der Karlshöher Verwaltungsrat, einen neuen und größeren Betsaal zu bauen. Den Zuschlag im ausgeschriebenen Architektenwettbewerb erhielt am 18. Februar 1931 der aus Ludwigsburg stammende Architekt Otto Eichert (1890–1951), der bei Paul Bonatz in Stuttgart studiert hatte.
]

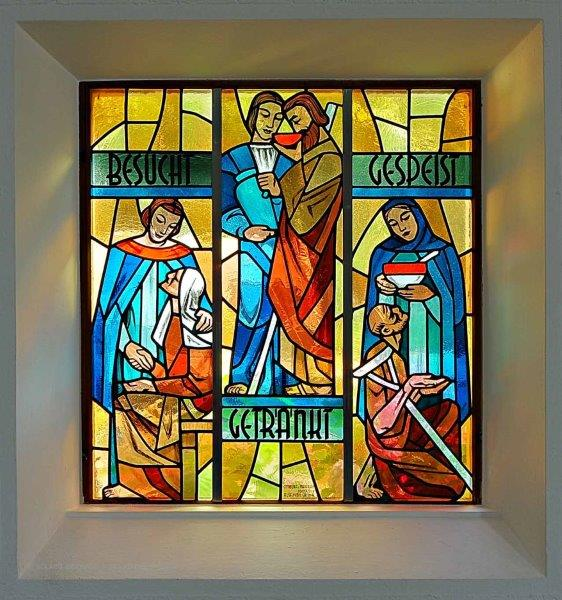
Künstler Adolf Loy (1903–1967) [Copyright: Volker German / meinekirche.de

Die Architektur: Da es sich thematisch um den Bau eines Betsaales handelte, wurde auf einen hohen Kirchturm verzichtet und dafür ein kleinerer Glockenturm an der nordwestlichen Ecke angebracht. Die Kirche ist in ihrem Grundentwurf schlicht und funktional. Hervorzuheben sind die drei Kirchenfenster, die von dem Ulmer Künstler Adolf Loy (1903–1967) gestaltet wurden. Zusammen bilden sie ein Ensemble, dessen Mittelfenster Jesus abbildet, umrahmt von zwei behütenden Engeln. Es nimmt Bezug auf das historische Leitmotiv der Karlshöher Diakonen-Gemeinde: „Was ihr für einen meiner geringsten Brüder getan habt, das habt ihr mir getan“ (Matthäus 25/40). Diese Leitmotivik klingt auch in den beiden flankierenden Fenstern an, in denen gute Taten im Geist des Jesus-Wortes dargestellt werden: das Speisen, Kleiden, Beherbergen und Besuchen von Hilfebedürftigen. Der Altarraum auf der Westseite wurde 1973 im Zuge des Einbaus einer Orgel des Marbacher Orgelbauers Peter Plum umgestaltet. Es handelt sich um ein Instrument mit handgemachten gehämmerten Pfeifen, das akustisch mit dem Kirchenraum sehr gut harmoniert. Die Karlshöher Kirche ist deshalb besonders gut geeignet für Vokal- und Orgelmusik, weshalb dort auch immer wieder CD-Aufnahmen stattfinden – insbesondere durch die Karlshöher Kantorei, weithin bekannt bei Freunden der Kirchenmusik.